# Le Petit Journal
Le Petit Journal foi um jornal parisiense diário publicado de 1863 a 1944. Foi fundado por Moïse Polydore Millaud. Em suas colunas eram publicadas curiosidades, grandes acontecimentos políticos, fatos históricos retrospectivos e textos ficcionais de Émile Gaboriau e de Ponson du Terrail. Em diversos números é evidente o tom de sensacionalismo dado às suas coberturas.
Na década de 1890, devido à sua grande popularidade, chegou a ter uma tiragem de um milhão de cópias, e em 1884 foi incluída na publicação um suplemento semanal ilustrado.

## Competições exportivas
Le Petit Journal foi responsável pela criação de dois importantes eventos desportivos na França daquele período. Em 1891 patrocinou a criação da corrida de bicicletas Paris-Brest-Paris. Organizou também a primeira corrida de automóveis da história: a Competição de carruagem sem cavalos (Concours des Voitures sans Chevaux) de 1894 entre Paris e Ruão. A corrida foi ganha pelo conde Albert de Dion em uma De Dion-Bouton.

## Complementos ilustrados

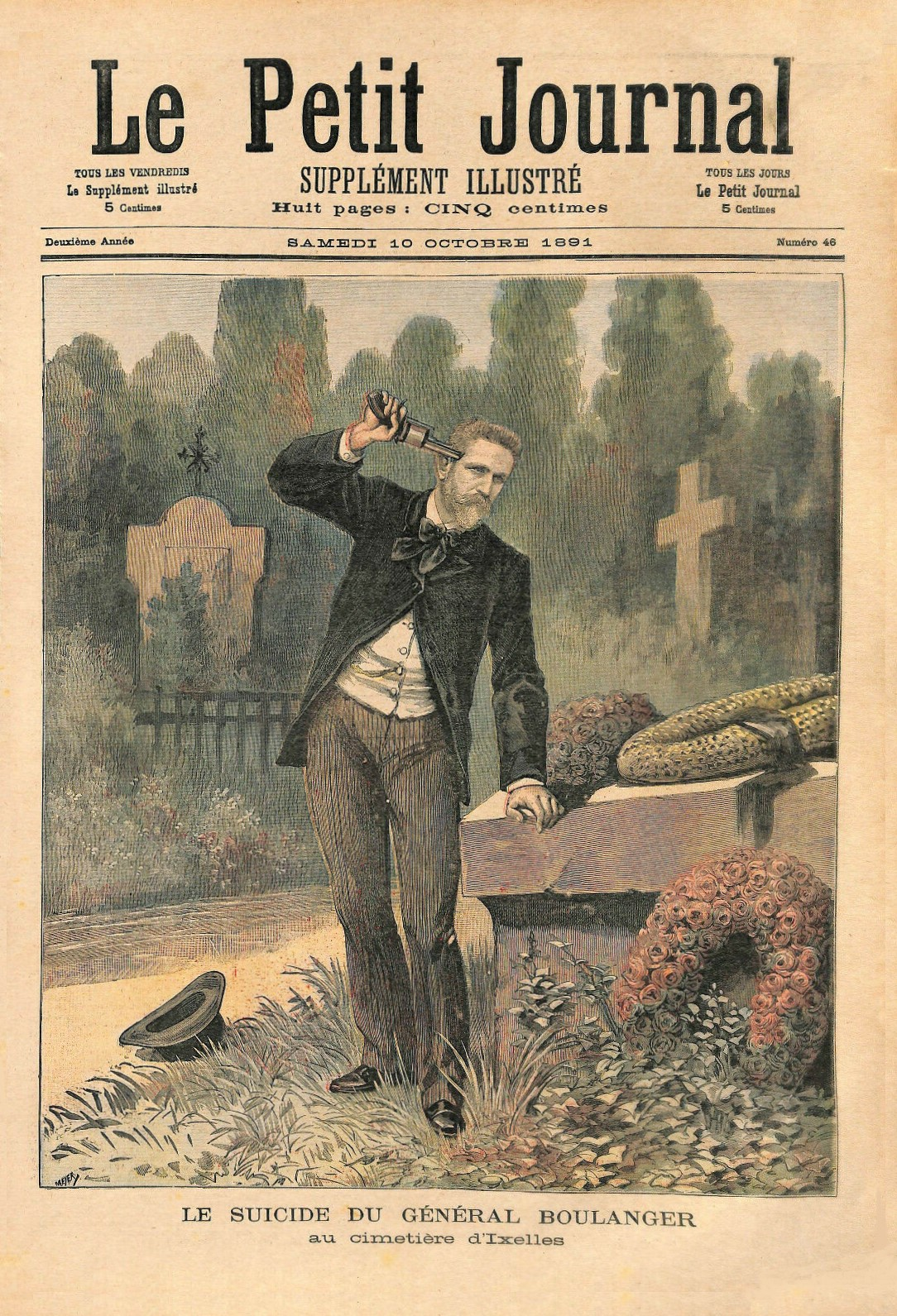
10 de outubro de 1891. O suicídio de Georges Boulanger No Cemitério de Ixelles.
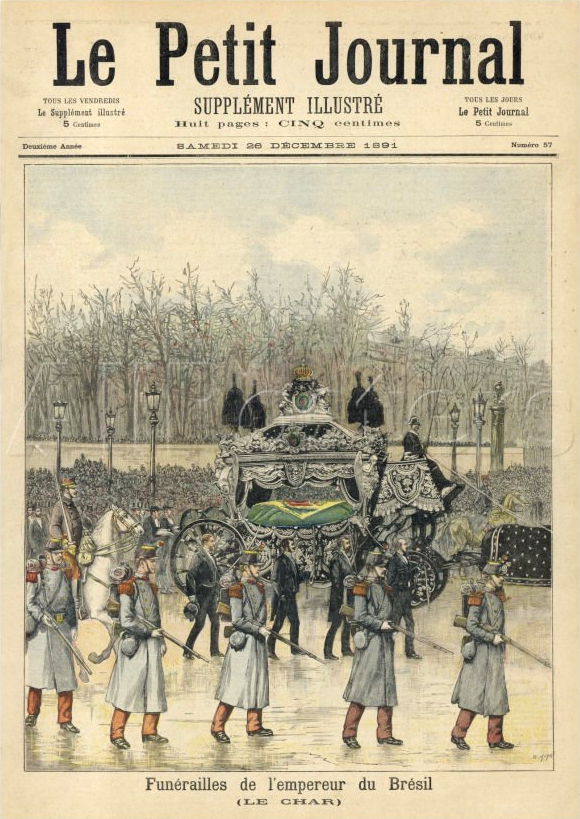
26 de dezembro de 1891. O funeral do imperador do Brasil.
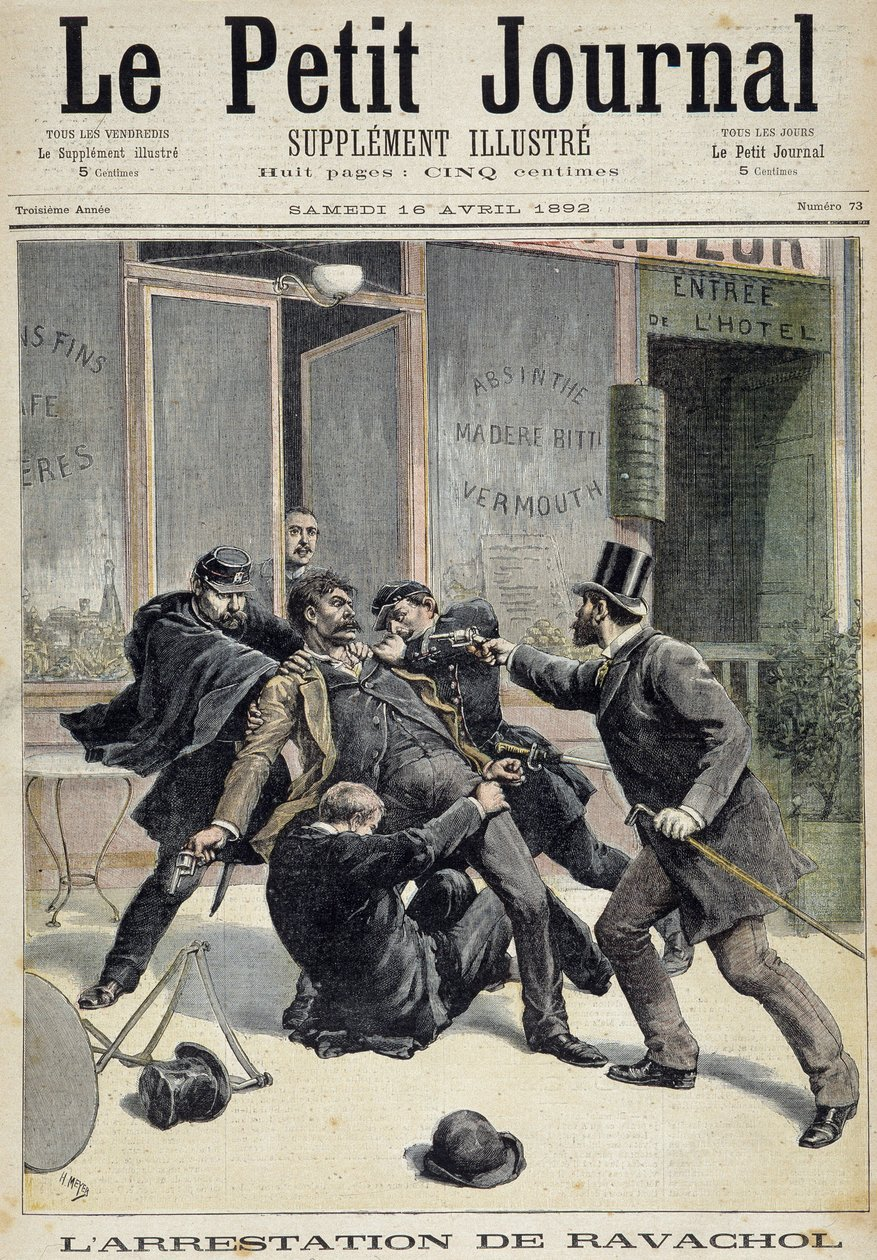
16 de abril de 1892. A prisão do anarquista Ravachol.
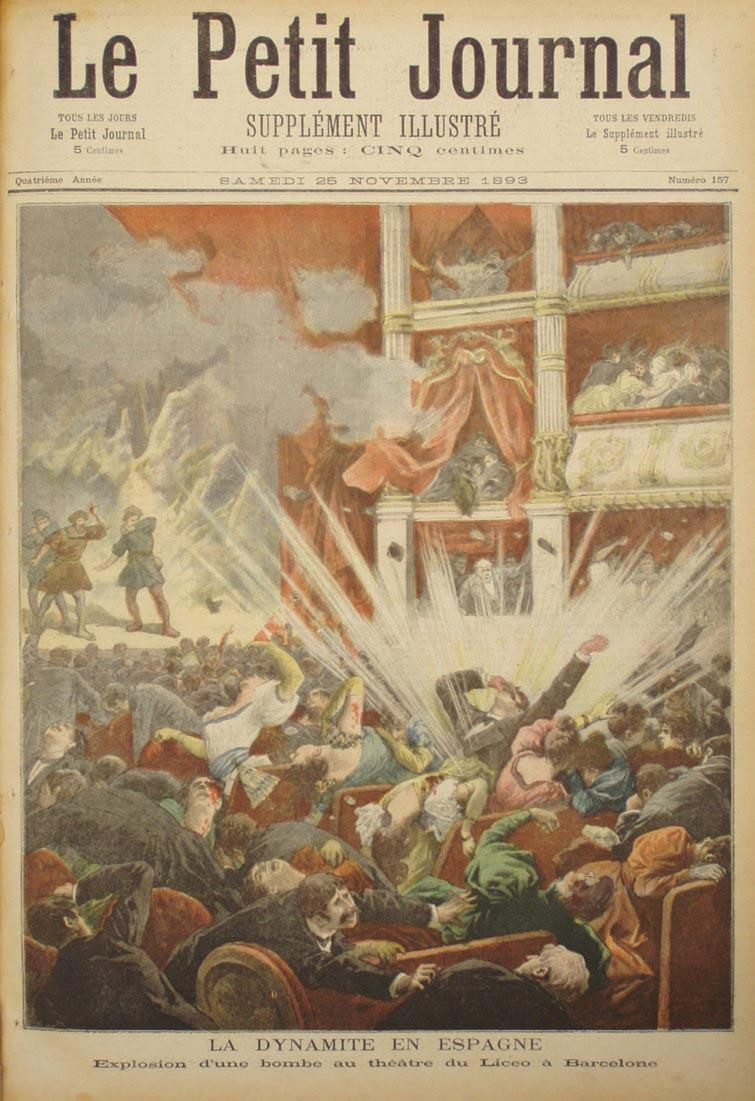
25 de novembro de 1893. Explosão do Grande Teatro do Liceu de Barcelona.
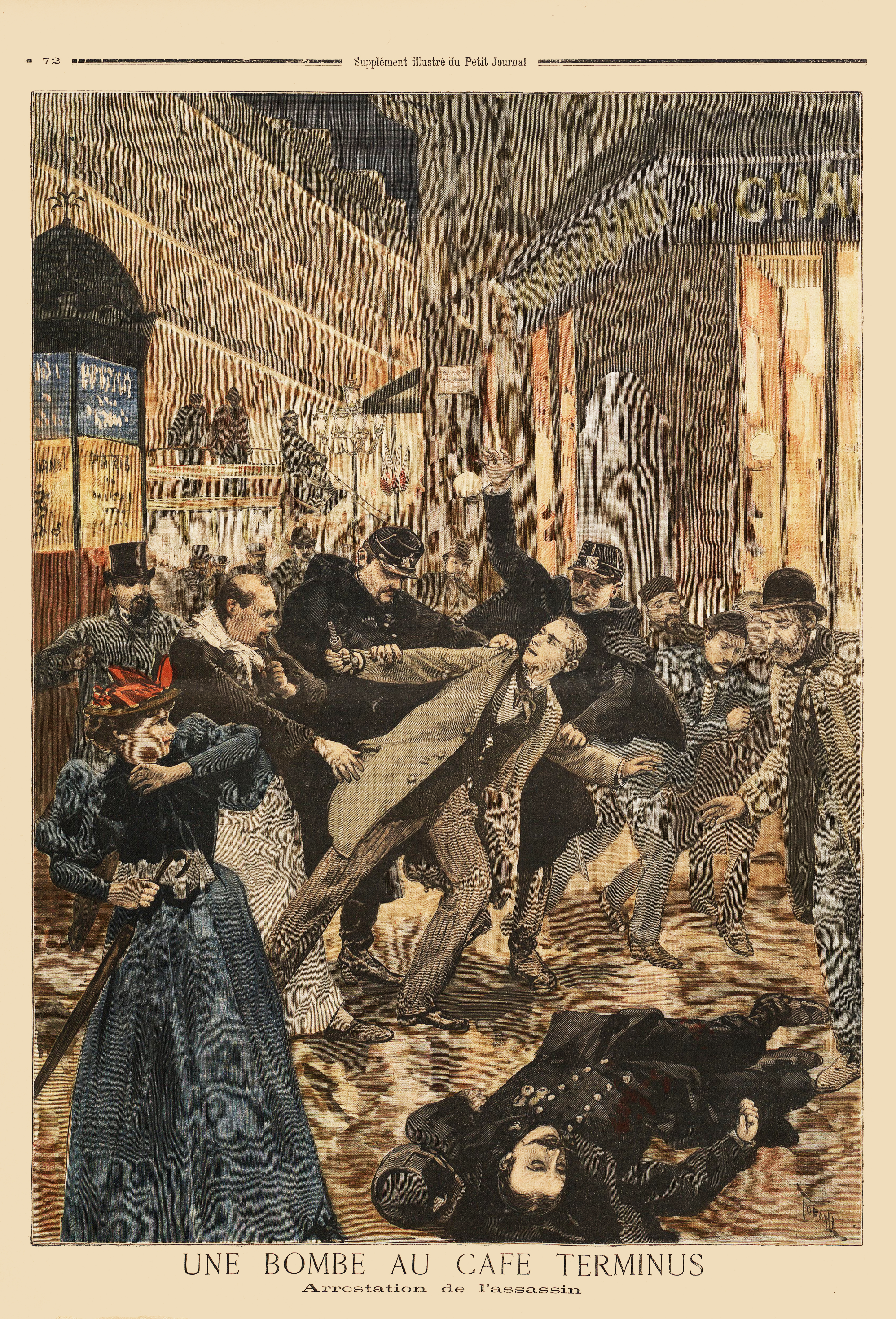
26 de fevereiro de 1894. Atentado de Emile Henry contra o hotel Terminus.
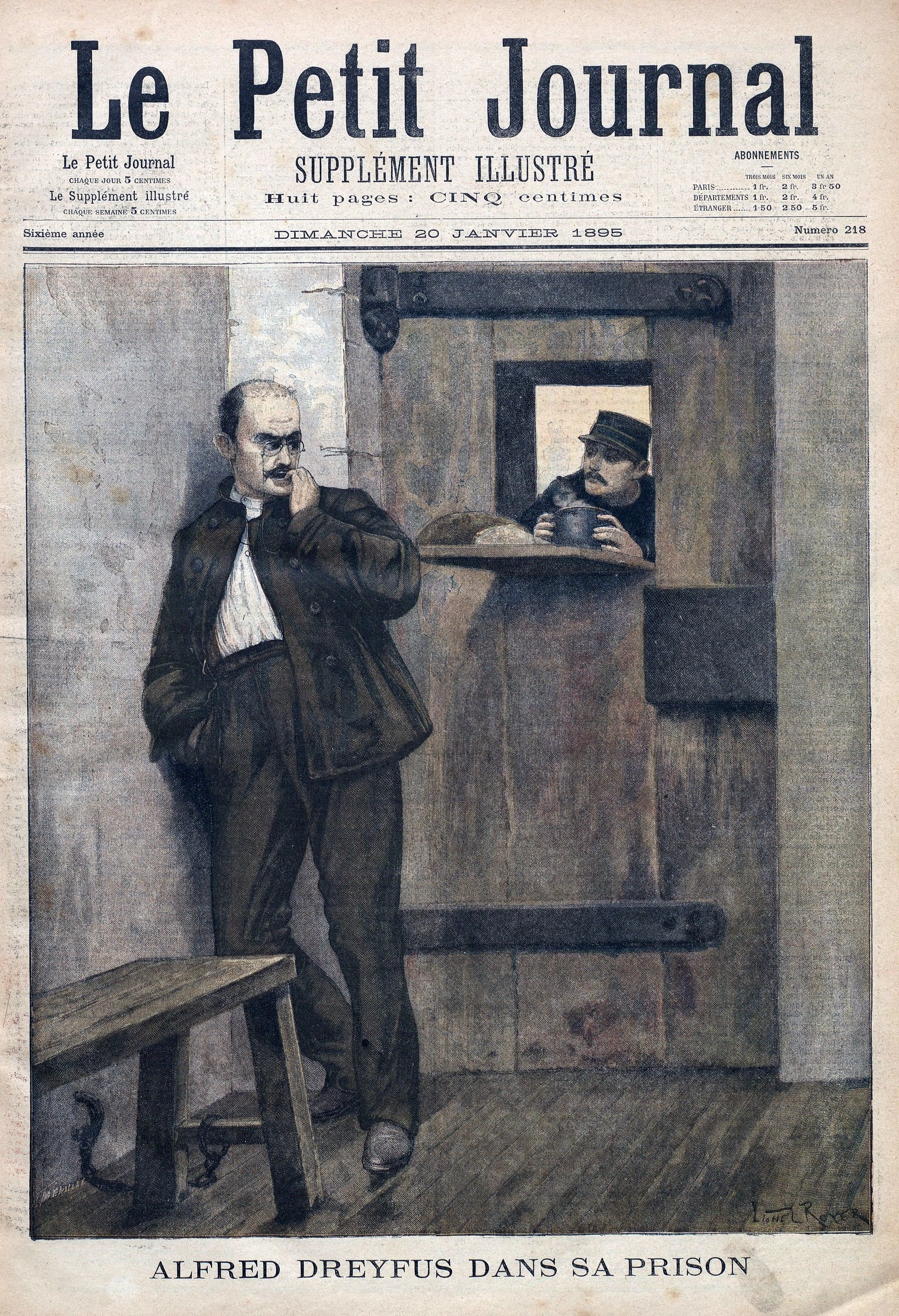
20 de janeiro de 1895. Alfred Dreyfus na Prisão.
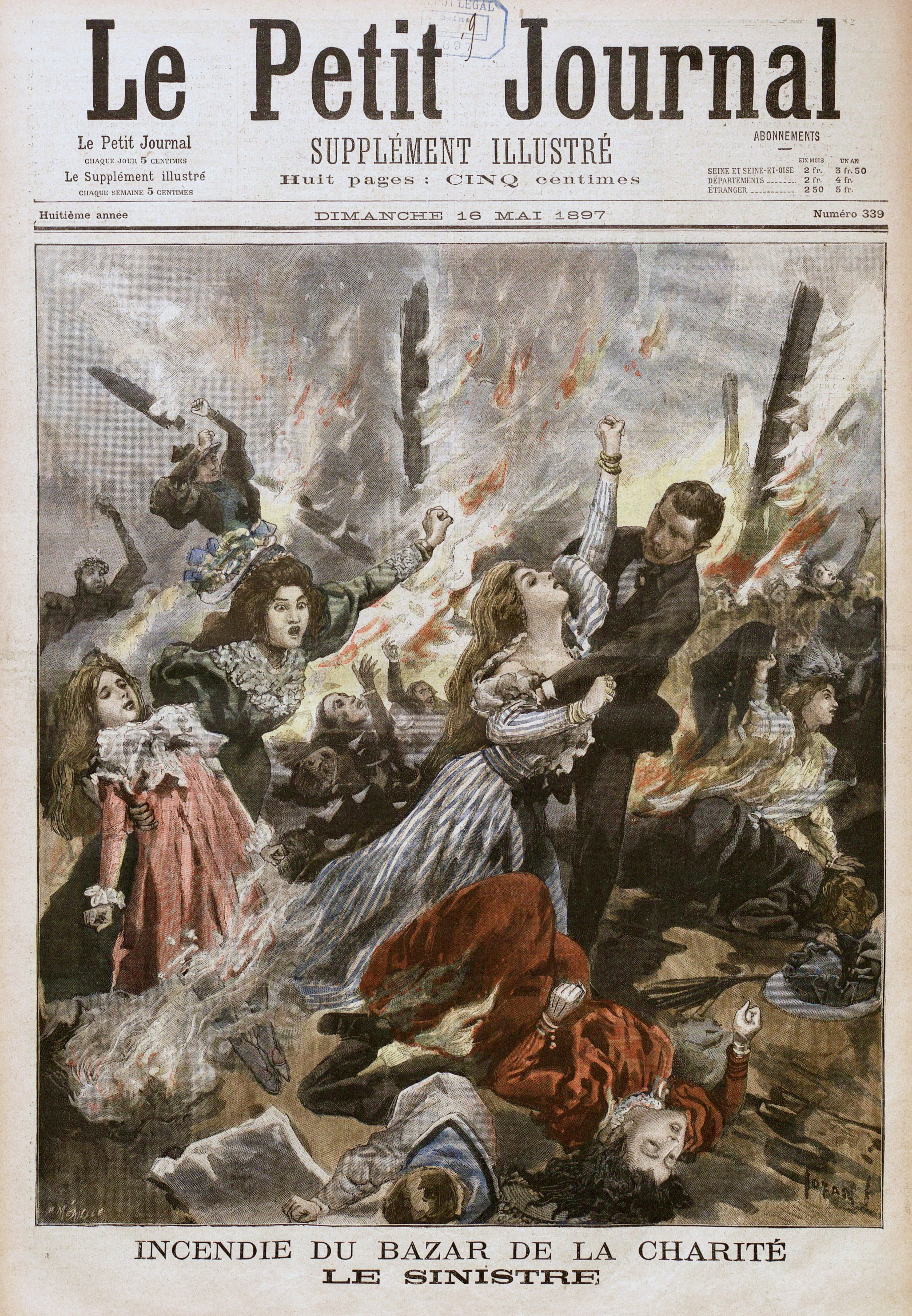
10 de maio de 1897. Incêndio no Bazar da Caridade.
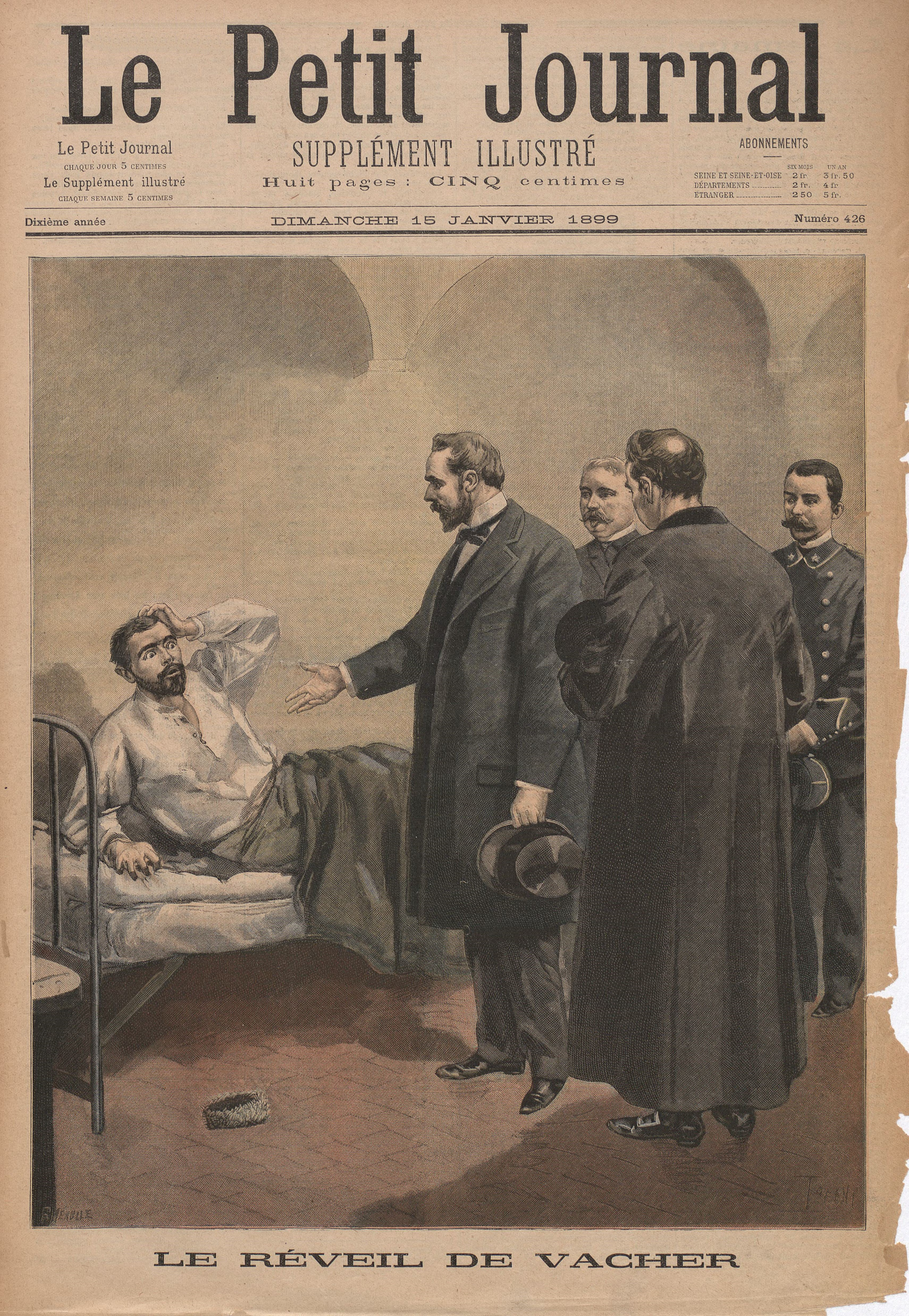
15 de janeiro de 1899. O despertar do assassino serial Joseph Vacher.
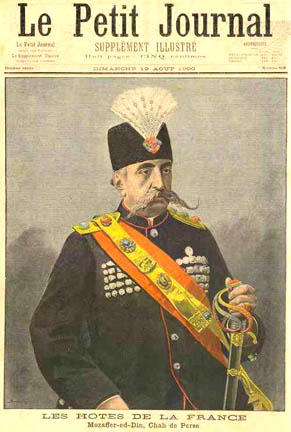
19 de agosto de 1900. Os convidados da França. Mozaffar al-Din, Xá da Persia.
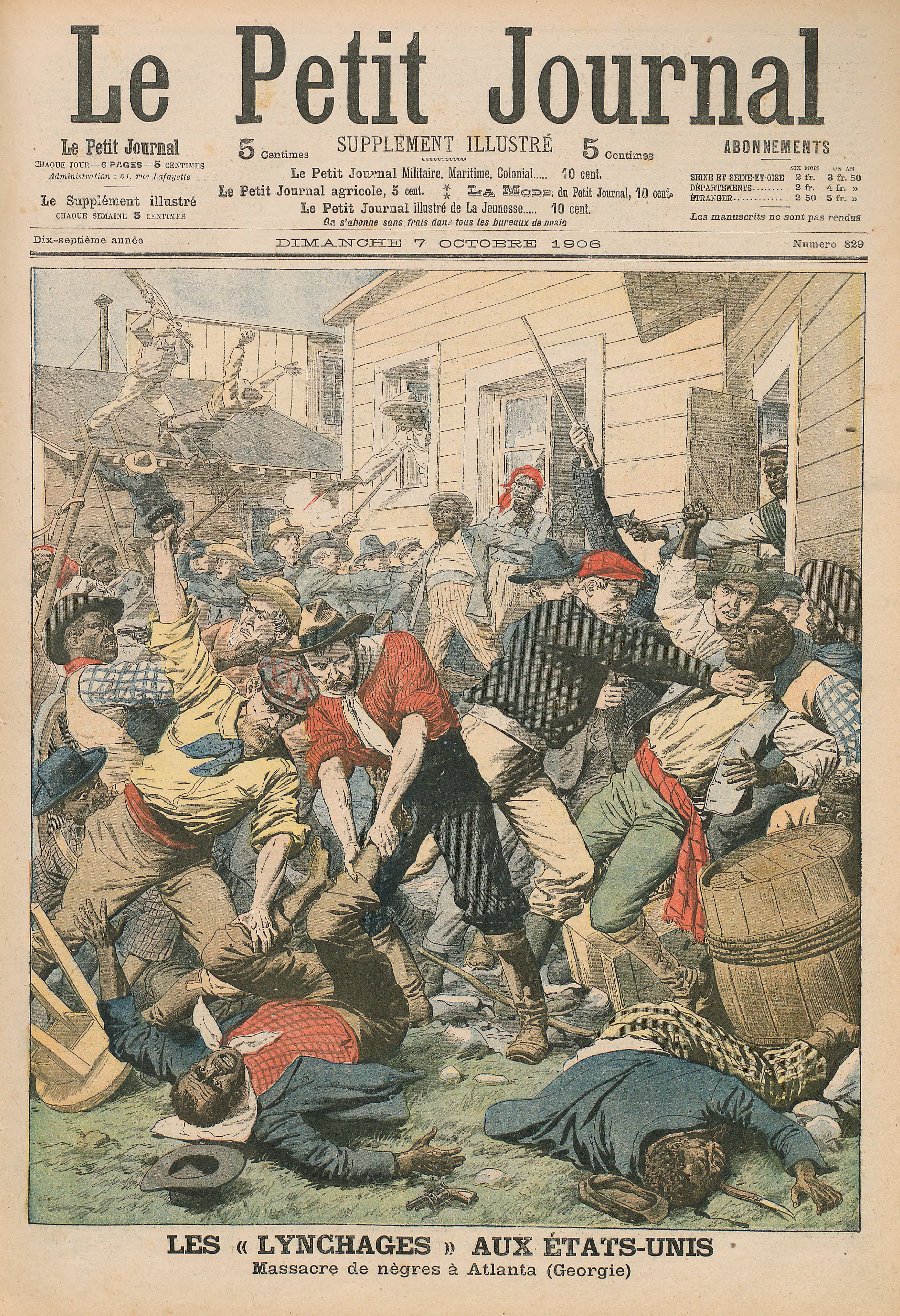
7 de outubro de 1906. Linchamento nos Estados Unidos. Massacre dos Negros em Atlanta (Georgia).
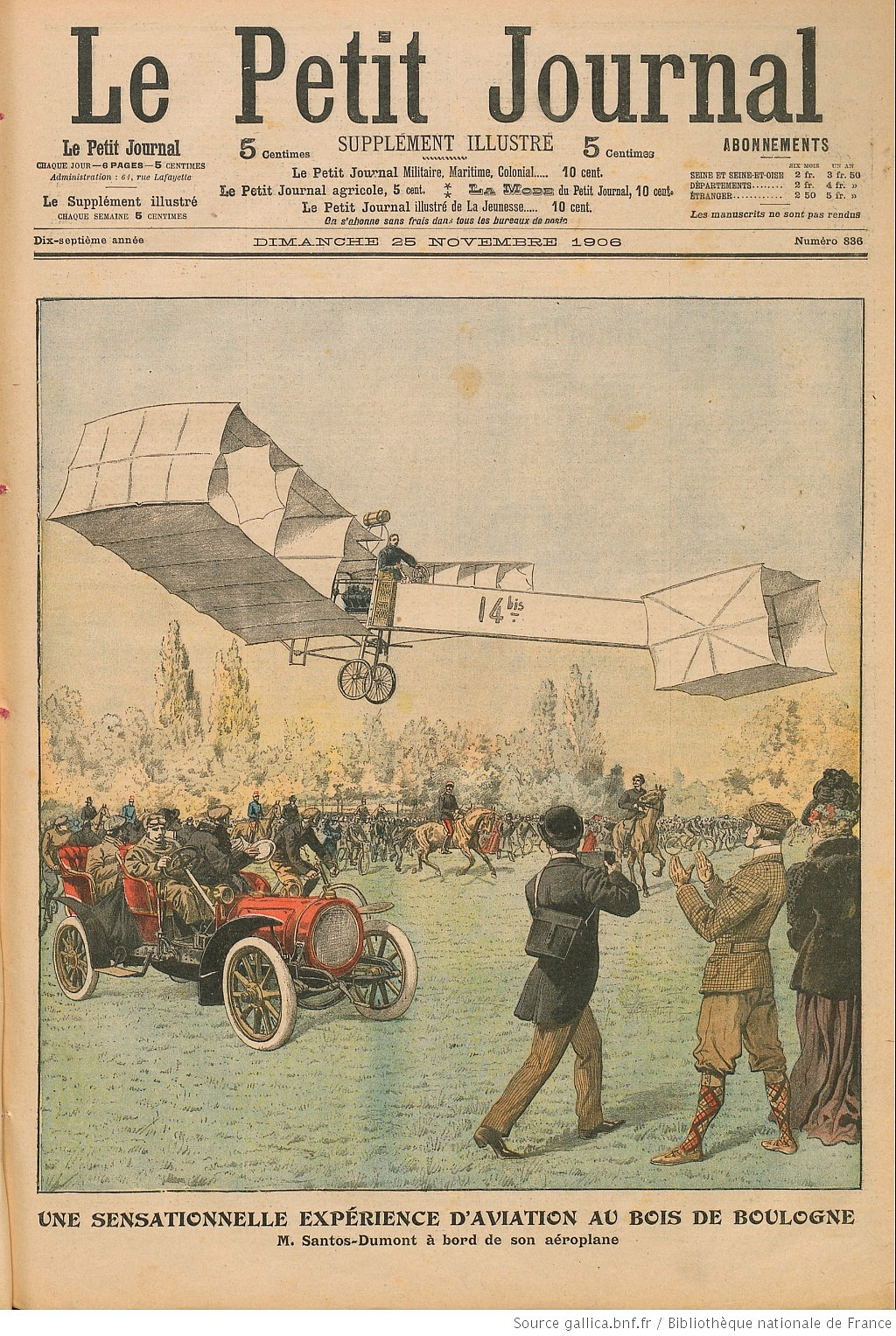
25 de novembro de 1906. Sr. Santos-Dumont a bordo de seu avião.